# U-383
Unterseeboot 383 foi um submarino alemão do Tipo VIIC, pertencente a Kriegsmarine que atuou durante a Segunda Guerra Mundial.

## Comandantes
| Comandante           | Data                                     |
| -------------------- | ---------------------------------------- |
| Kptlt. Horst Kremser | 6 de junho de 1942 - 1 de agosto de 1943 |

## Subordinação
Durante o seu tempo de serviço, esteve subordinado às seguintes flotilhas:
| Período                                     | Flotilha                                  |
| ------------------------------------------- | ----------------------------------------- |
| 6 de junho de 1942 - 30 de setembro de 1942 | 8. Unterseebootsflottille (treinamento)   |
| 1 de outubro de 1942 - 1 de agosto de 1943  | 9. Unterseebootsflottille (serviço ativo) |

## Operações conjuntas de ataque
O U-383 participou das seguinte operações de ataque combinado durante a sua carreira:
- Rudeltaktik Puma (26 de outubro de 1942 - 29 de outubro de 1942)
- Rudeltaktik Natter (30 de outubro de 1942 - 8 de novembro de 1942)
- Rudeltaktik Kreuzotter (8 de novembro de 1942 - 18 de novembro de 1942)
- Rudeltaktik Habicht (10 de janeiro de 1943 - 19 de janeiro de 1943)
- Rudeltaktik Haudegen (19 de janeiro de 1943 - 15 de fevereiro de 1943)
- Rudeltaktik Sturmbock (23 de fevereiro de 1943 - 26 de fevereiro de 1943)
- Rudeltaktik Amsel (22 de abril de 1943 - 3 de maio de 1943)
- Rudeltaktik Amsel 2 (3 de maio de 1943 - 6 de maio de 1943)
- Rudeltaktik Elbe (7 de maio de 1943 - 10 de maio de 1943)
- Rudeltaktik Elbe 2 (10 de maio de 1943 - 14 de maio de 1943)